# Carlota Sosa
Ana Carlota Sosa Pietri (Madrid, España, 21 de febrero de 1957) más conocida como Carlota Sosa, es una actriz española-venezolana de teatro y televisión, que desarrollo su carrera artística en Venezuela. Es conocida por interpretar a Reyna Caicedo de Montserrat en la telenovela venezolana Entre tu amor y mi amor.

## Biografía
Sosa nació en la ciudad de Madrid, España. Es hija de un diplomático y vivió su infancia entre España y Estados Unidos, debido a la carrera de su padre, quien además estuvo exiliado durante el mandato del dictador Marcos Pérez Jiménez y fue embajador ante las Naciones Unidas. Es la sexta de siete hermanos y recuerda su infancia con mucho cariño.
Se inició en el mundo artístico con una obra de teatro que realizó cuando todavía estudiaba en el colegio Sagrado Corazón, actualmente Colegio Claret. Esta obra fue presentada en varios lugares, entre los que destacan la Universidad Simón Bolívar y la Universidad Católica Andrés Bello.
Luego entró a estudiar la carrera de Comunicación Social en la UCAB, donde audicionó para el grupo de teatro de esa casa de estudios con el papel de Martirio, de la obra escrita por Federico García Lorca, La casa de Bernarda Alba. Fue rechazada la primera vez, pero en una segunda oportunidad fue aceptada, cuando hizo el papel con acento español. Estudió actuación con profesores de la talla de José Ignacio Cabrujas, Enrique Porte y Horacio Peterson. Empezó en la televisión por Ibrahím Guerra, quien la llevó al canal 8 después verla en un montaje de Ago Teatro, un grupo que se gestó en la Universidad Católica Andrés Bello.
Siendo una actriz muy talentosa, aunque nunca le dieron la oportunidad de protagonizar, es reconocida por la mayoría de sus papeles como villana. Una de sus primeras telenovelas fue La Cenicienta en la que interpretaba a la malvada Emperatriz y compartía roles con Eluz Peraza y el galán español radicado en México en aquella época, Carlos Piñar, y con un elenco de antología.
En RCTV participó en telenovelas durante los años 90s, entre ellas, Por estas calles, donde interpretó el personaje de “Lucha Briceño”, uno de los papeles, que asegura, ha disfrutado más, porque era “un gran personaje”,
Un personaje que afirma que la ha marcado profundamente fue el que interpretó en la telenovela La dueña de VTV, una mujer muy cínica, inteligente y feminista para la época, gracias a esta telenovela empieza a tener reconocimiento.
En una de las primeras telenovelas escritas por Leonardo Padrón, Gardenia, interpretó a la contrafigura de Caridad Canelón y fue pareja de Orlando Urdaneta, este rol lo recuerda también con mucho cariño y por supuesto, a "Julia", personaje que hizo en Ciudad Bendita, el cual agradece, ya que se alejó de lo convencional.
A partir del año 2000 empieza a actuar para el canal Venevisión, empezando por Amantes de luna llena hasta 2003. En 2005 tiene un corto regreso a RCTV para la telenovela Amantes.
En 2006 vuelve a la pantalla de Venevisión en Ciudad Bendita. En 2012 participa en la telenovela Válgame Dios. En 2016 participa en la telenovela Entre tu amor y mi amor.

### Vida pública
Es esposa del actor venezolano Rafael Romero desde 1995, con quien ha tenido 2 hijos. También fue pareja del cantante Carlos Moreán con quien tuvo 1 hijo. La artista ha declarado ser opositora, y se ha mostrado crítica en cuanto a la política de los gobiernos de Nicolás Maduro y Hugo Chávez.

## Filmografía

### Telenovelas
| Año       | Título                   | Cadena     | Personaje                                 |
| --------- | ------------------------ | ---------- | ----------------------------------------- |
| 1984      | La mujer sin rostro      | VTV        |                                           |
| 1984-1985 | La dueña                 | VTV        | María Consuelo                            |
| 1986-1987 | La dama de rosa          | RCTV       | Amparo Urguéllez                          |
| 1987      | Primavera                | RCTV       | Isabela Urbaneja de la Plaza              |
| 1989      | Amanda Sabater           | RCTV       | Cate                                      |
| 1989      | Rubí rebelde             | RCTV       | Carmela                                   |
| 1989      | La pasión de Teresa      | RCTV       | Franca Velasco                            |
| 1990      | Gardenia                 | RCTV       | Yolanda Urbaneja                          |
| 1992-1994 | Por estas calles         | RCTV       | Lucha Briceño                             |
| 1996      | Volver a vivir           | RCTV       | Miranda Kowalski                          |
| 1998      | Aunque me cueste la vida | RCTV       | Blanca                                    |
| 2000      | Amantes de luna llena    | Venevisión | Renata de Cárdenas                        |
| 2002      | Lejana como el viento    | Venevisión | Mercedes                                  |
| 2002      | Mambo y canela           | Venevisión | Paulina                                   |
| 2003      | Engañada                 | Venevisión | Flavia Rengifo de Valderrama              |
| 2003      | Cosita rica              | Venevisión | Séfora                                    |
| 2005-2006 | Amantes                  | RCTV       | Eugenia Vda. de Sarmiento                 |
| 2006-2007 | Ciudad Bendita           | Venevisión | Julia Barrios de Venturini                |
| 2009      | ¿Vieja yo?               | Venevisión | Josefina García Bellini Vda de Martínez   |
| 2009-2010 | Un esposo para Estela    | Venevisión | Ricarda Roldán Vda. de Noriega            |
| 2012      | Válgame Dios             | Venevisión | Marbelis Rodríguez de Castillo "La Santa" |
| 2016      | Entre tu amor y mi amor  | Venevisión | Reina Caicedo de Monserrat                |

### Películas
| Año  | Título                           | Personaje         |
| ---- | -------------------------------- | ----------------- |
| 2016 | Tamara                           | Profesora Avelino |
| 2011 | Los pájaros se van con la muerte | Madre             |
| 2008 | Como se mata uno                 | Madre de Isabel   |
| 1991 | Señora Bolero                    | Amanda Contreras  |
| 1987 | El Escándalo                     |                   |
| 1985 | Agonía                           | Tatiana           |

## Teatro
- El espíritu burlón
- Baño de Damas
- Los monólogos de la vagina.[5]
- Un dios salvaje.[6]
- Hombres, mujeres… Sexos sin guerra.[7]
- Señoras.[8]
- High (Alto).[9]
- Todo sobre Bette.
- Químicos para el amor